# 猛獣

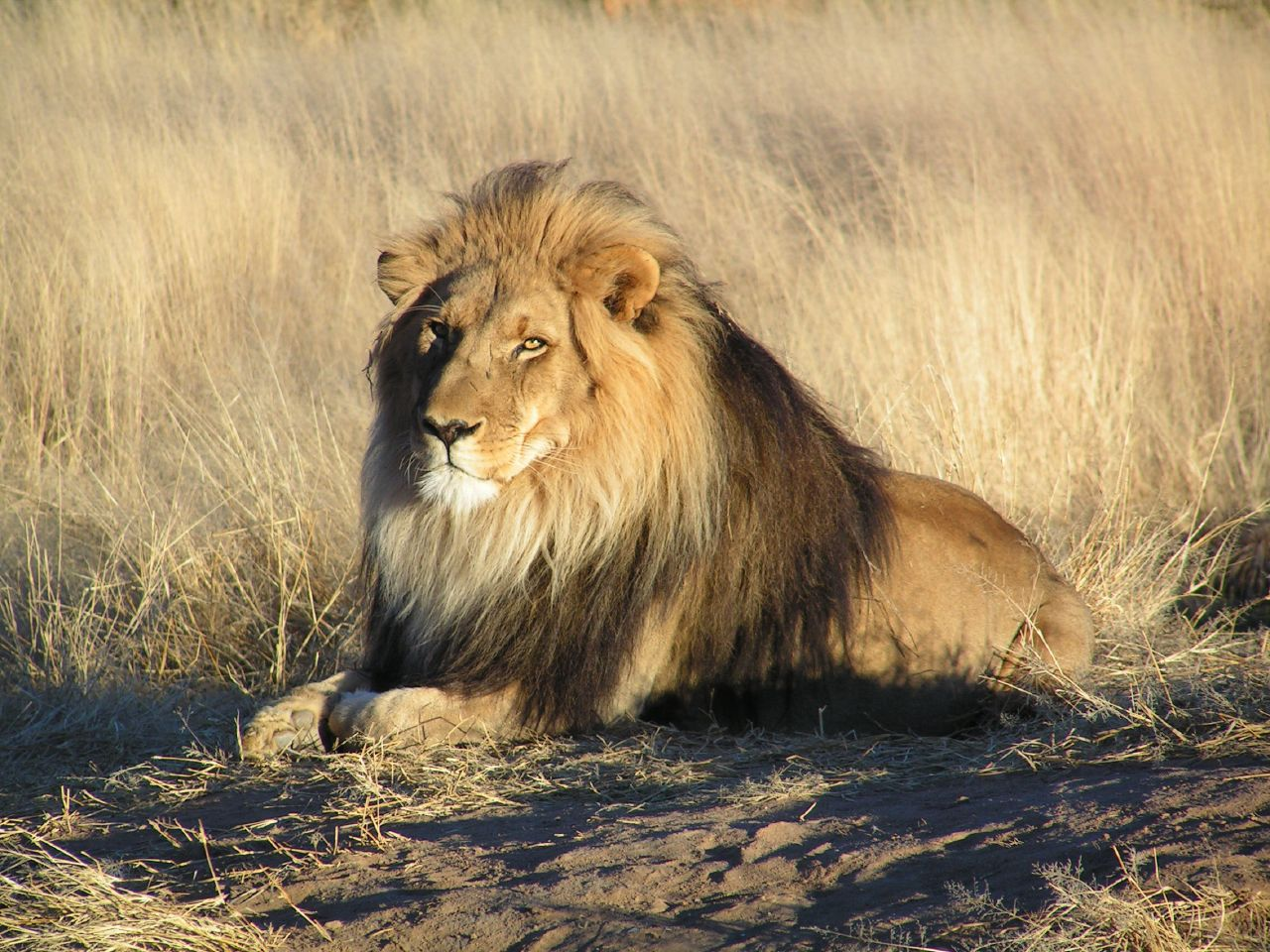
猛獣の一種、ライオン

猛獣（もうじゅう）とは、大型で獰猛な、基本的には捕食性の肉食の哺乳類のことである。ライオン、トラ、オオカミ、大型犬、クマなどが代表的である。
「獣」とは（ヒト以外の）哺乳類ということであるが、場合によってはワニ、コモドオオトカゲ、大きなヘビといった爬虫類を含めることもある
ただし鳥類を含めることはほとんどなく、かわりに猛禽という語がある。
「獰猛」「大型」というのは曖昧だが、その大きな体躯や強い力などによって人間に危害を加える恐れのあるということであり、そのような獣であれば肉食獣に限らず、草食動物（ゾウ、ウシ、カバ、サイなど）や雑食性動物（クマ、イノシシなど）、霊長類（チンパンジーなど）に対してもこの語が使われることもある。特にスポーツハンティングや見世物では見た目が重要であり、怒らせたり不安がらせたりしないかぎり危険のない大型草食獣に対しても使われることもある。また逆に、肉食であっても、キツネやイタチのような小型獣や、毒のような特殊な機能で害を与えるハブなどの毒蛇は猛獣とは言わない。
動物学では食肉目と鱗甲目をまとめる分類群として広獣大目Feraeがあり、これが猛獣大目と訳されることもある。